# Macrothemis musiva
Macrothemis musiva is een libellensoort uit de familie van de korenbouten (Libellulidae), onderorde echte libellen (Anisoptera).
De wetenschappelijke naam Macrothemis musiva is voor het eerst geldig gepubliceerd in 1898 door Calvert.